# Eerste Marokkaanse Crisis
De Eerste Marokkaanse Crisis, ook bekend als de Tangercrisis, was een crisis tussen Frankrijk en Duitsland die duurde van 1905 tot 1906. Deze crisis was een van de vijf internationale crises die zich in die tijd afspeelden die de grootmachten in gepolariseerde posities dwongen wat zou uitmonden in de Eerste Wereldoorlog. De eerste crisis speelde zich af in Marokko waar de kolonies centraal stonden.

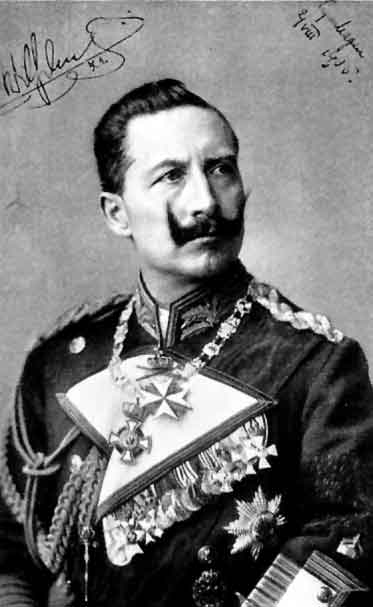
Keizer Wilhelm II in 1905

## Proloog
In Duitsland groeide in 1905-1906 de overtuiging dat een actie tegen Frankrijk mogelijk werd, dit door gebeurtenissen die Rusland, de Franse bondgenoot, ernstig verzwakten: namelijk de Russisch-Japanse Oorlog en de Winterrevolutie. Deze interne verzwakkingen in Rusland deden echter ook de Duitse vrees toenemen dat het Russisch diplomatieke zwaartepunt opnieuw op de Balkan zou komen te liggen. Hierop zocht keizer Wilhelm II van Duitsland toenadering tot tsaar Nicolaas II van Rusland, wat leidde tot het Akkoord van Björkö van juli 1905 waarin een Duits-Russische Alliantie overeen werd gekomen. Dit akkoord bleek echter een dode letter te zijn door tegenwind in beide landen en door de grote mate waarin Rusland afhankelijk geworden was van Franse leningen. Dat zou dan ook, ondanks de overeenkomst in Björkö, de beweegredenen van Rusland in de Marokkaanse Crisis grotendeels verklaren.

## De crisis
Zaak was nu de Fransen te tonen dat Duitsland een speler was waar rekening diende mee gehouden te worden. Onder impuls van de Duitse kanselier von Bülow zou Wilhelm II beslissen dat te doen via Marokko. De keizer bezocht reeds in maart 1905 Tanger om de sultan ervan te verzekeren dat hij Marokko als onafhankelijk zou beschouwen. Hij hoopte dat via een conferentie in Algeciras (Spanje) andere naties hem hierin zouden bijtreden. De Conferentie van Algeciras kwam bijeen in 1906, maar Duitsland werd alleen door Oostenrijk-Hongarije gesteund. Groot-Brittannië koos uitdrukkelijk de zijde van de Fransen, waardoor de hoofddoelstelling van de Duitse keizer niet gerealiseerd werd: het breken van de Entente Cordiale tussen Frankrijk en Groot-Brittannië. Het Akkoord van Algeciras dat in april 1906 gesloten wordt, bestendigt de Franse controle over Marokkaanse havens en politie. Voor Duitsland loopt de crisis met een sisser af.

## Gevolgen
De rivaliteit tussen Frankrijk en Duitsland nam toe en toonde zich in groeiende bewapening. Door het uitdrukkelijk tonen van de macht van de Duitse vloot, koos ook Groot-Brittannië nu partij, waardoor het de lange concurrentiestrijd met Rusland omtrent Azië stopte en er een verdelingsakkoord met Sint-Petersburg over sloot. In Duitsland rees nu het idee dat de "halbhägemonische Macht" omsingeld was door vijandige staten en het dus noodzakelijk werd om zich te manifesteren als volwaardig hegemonie op het Europese toneel.